# IcoFX
IcoFX — програма для створення, редагування та видобування значків з ресурсів файлів та програм. Версія 1.6.4 була останньою безкоштовною, починаючи з версії 2.0 програма стала платною.

## Системні вимоги
- Microsoft Windows XP, Vista, 7, 8
- Intel Pentium / AMD Athlon, 2 Ghz чи більше
- 512 MB RAM (рекомендовано 1 GB RAM)
- 50 MB вільного простору на жорсткому диску (рекомендовано 100 MB)

## Можливості
- Створення декількох іконок в одній (з різним розширенням)
- Створення іконки за допомогою захоплення екрану (File\Capture)
- Добування іконки з файлу (File\Extract)
- Редактор ресурсів (Tools\Resoursce Editor) — дозволяє міняти іконки безпосередньо в exe файлі

## Деякі ефекти
- Можливість задати відтінок: сірий, червоний, зелений, синій, жовтий, бірюзовий, фіолетовий
- Інверсія кольорів
- Розмиття (Effect\Blure)
- Чіткість (Effect\Sharpen)
- Залишити контури зображення (Effect\Edges)

### Робота з зображенням
- Зміна яскравості та контрастності
- Зміна балансу кольорів
- Зміна прозорості зображення (Image\Opacity)
- Зміна розмірів даного зображення (Image\Dimension)
- Можливість задавати спектр прозорості від 0 % до 100 % по горизонталі та по вертикалі (Image\Fadeout)
- Можливість відкидати тінь (Image\Shadow)
- Поворот на кут 90, 180 градусів чи на інший\Переворот по вертикалі чи по горизонталі

## Підтримувані типи форматів

### Відкриває файли
- Іконки ico, icns(Макінтош)
- Бінарні Windows exe, dll, ocx, icl
- Бінарні Макінтош bin, rsc, rsrc, _
- Зображення bmp, jpeg, png, gif, cur, jp2, ani

### Зберігає в файли
- Іконки ico, icns (Макінтош)

### Імпорт, експорт файлів
- Імпорт з файлів bmp, jpeg, png, gif, cur, jp2, ani
- Експорт в файли bmp, jpeg, png, gif, jp2